# Петріщева Гора
Петрі́щева Гора (рос. Петрищева Гора) — присілок у складі Тотемського району Вологодської області, Росія. Входить до складу Мосеєвського сільського поселення.

## Населення
Населення — 24 особи (2010; 21 у 2002).
Національний склад (станом на 2002 рік):
- росіяни — 100 %